# 非常上告
非常上告（ひじょうじょうこく）とは、日本において検事総長が最高裁判所に対して、刑事訴訟における確定判決について、その事件の審判が法令に違反したことを理由としてその違法の是正を求める申立てである（刑事訴訟法454条）。

## 解説
通常、判決文の中に如何に明白な誤りがあったとしても、当事者が上訴しなければ訂正はできない。当事者の上訴の意思とは無関係に原判決を破棄できる点に、この制度の意義がある。例えば、法律上は最高刑が罰金10万円となっているのに求刑・判決とも罰金20万円となり、被告人が控訴・上告等をせずに判決が確定してしまった場合に非常上告により判決を破棄させることができる。判例によれば、被告人が原判決の確定後に死亡した場合や、非常上告申立て時に被告人が海外に出国している場合にも、非常上告できるとされている。

## 受理件数
各年の新規受理件数は以下のとおりである。通常は年間1桁の件数である。
| 年     | 受理件数 |
| ------ | -------- |
| 2000年 | 0        |
| 2001年 | 3        |
| 2002年 | 4        |
| 2003年 | 3        |
| 2004年 | 4        |
| 2005年 | 5        |
| 2006年 | 2        |
| 2007年 | 3        |
| 2008年 | 3        |
| 2009年 | 1        |
| 2010年 | 253      |
| 2011年 | 2        |
| 2012年 | 62       |
| 2013年 | 19       |
| 2014年 | 2        |
| 2015年 | 2        |
| 2016年 | 2        |
| 2017年 | 0        |
| 2018年 | 0        |
| 2019年 | 1        |
| 2020年 | 1        |
| 2021年 | 0        |
| 2022年 | 0        |
| 2023年 | 25       |

受理件数が極端に多い年があるのは、以下の理由による。
- 2004 - 2009年に、北海道室蘭市や山梨県南アルプス市、佐賀県唐津市の自動車専用道路で、速度違反の取締に当たった警察官がこれを一般道路と誤認し、本来、青切符で処理すべきところを赤切符にし、誤って略式命令による罰金判決が確定していたことが発覚した。このため続々と非常上告の申立てが行われ、最高裁は2010年3月 - 7月までにすべての略式命令を取り消し、全員に公訴棄却とする判決が言い渡された[4]。
- 2011年8月-2012年1月に、大分地方検察庁において、休職により検察官事務取扱検察事務官の発令が失効した検察事務官が、復職後にその再発令を受けず、権限のないまま164件の事件（道路交通法違反、自動車運転過失傷害罪など）を処理していたことが発覚した。97件は不起訴とされたが、67件は略式起訴の手続が取られ、62件はすでに略式命令による罰金判決が確定していた[5]。この62件について、非常上告の申立てが行われ、すべて略式命令を取り消して公訴棄却とする判決が言い渡された。
- 2023年3月2日、福井地方検察庁は、休職により検察官事務取扱検察事務官の発令が失効した検察事務官が、復職後にその再発令を受けず、権限のないまま42件の事件（道路交通法違反など）を処理し、そのうち23件は略式命令が確定していたことを発表した[6]。このため非常上告の申立てが行われ、2023年9月までにすべて公訴棄却とする判決が言い渡された[7]。
- 2023年9月27日、松江地方検察庁は、2023年4月から5月にかけて、益田市神田町を通る国道9号線にて、制限速度を60km/hから50km/hに引き下げる手続きが完了していないにもかかわらず、警察が現地に50km/h制限の標識を設置したうえ、17人を速度違反で取り締り、そのうち2人は罰金の略式命令が確定していたと発表した[8]。そのため、同年12月に非常上告の申立てが行われ、2024年3月7日にいずれも公訴棄却とする判決が言い渡された[9]。